# Сарказам
Сарказам (грч. σαρκασμός, sarkasmós, sarkazein — гристи усне од бијеса, sarx — месо) је злобна, љута, заједљива, оштра горка и понекад увредљива порука („која гризе у месо“); појачана иронија. Углавном је позитивност у негативном смислу. Пример: Неко каже неку глупост, а неко њему каже "Ма браво, ти си највећи геније којег сам видео!".